# HMAS Perth (1934)
HMAS „Perth” (D29) – australijski krążownik lekki ulepszonego typu Leander z okresu II wojny światowej.
Okręt oryginalnie wszedł w 1936 do służby w brytyjskiej marynarce Royal Navy pod nazwą HMS "Amphion", ale został w 1939 zakupiony przez rząd australijski i 29 czerwca 1939 wszedł do służby Royal Australian Navy jako HMAS "Perth". W czasie trwającej trzy lata służby, aż do jego zatopienia w bitwie w Cieśninie Sundajskiej, okręt służył na Atlantyku, Morzu Śródziemnym oraz na Pacyfiku. Wziął udział w działaniach wojennych przeciwko siłom niemieckim, włoskim, Vichy oraz japońskim.